# Колерування

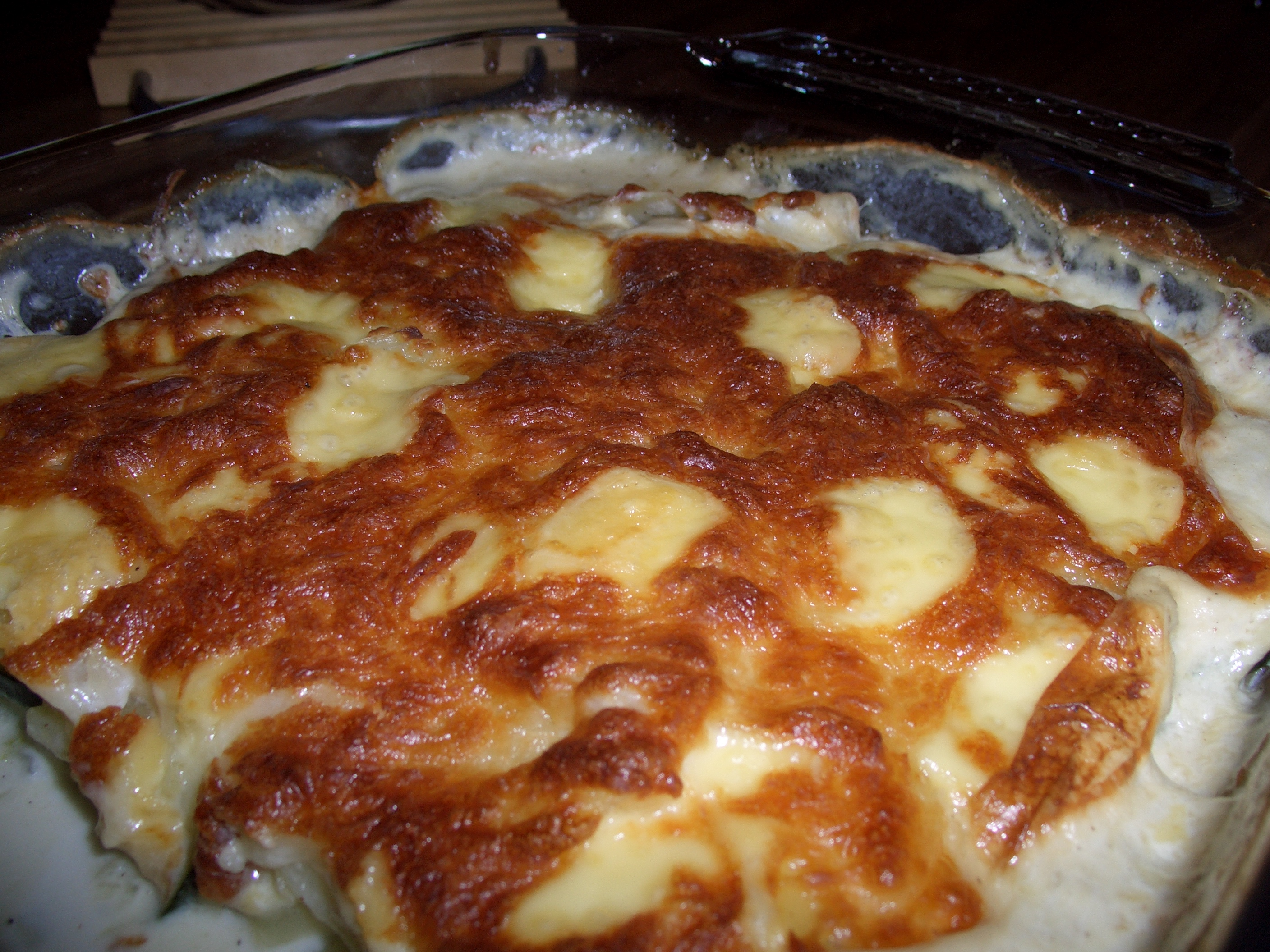
Колерування в духовці дає золотисту скоринку

Колерування — прийом кулінарної обробки, метою якого є надання страві приємного зовнішнього вигляду, поліпшення смакових властивостей, отримання на страві рум'яної скоринки.
Колерування зазвичай проводиться на завершальній стадії обробки продукту, в печі, духовці, на грилі або за допомоги кухонної паяльної лампи. Вуглеводи та білки під час так званої реакції Маяра під дією високої температури утворюють рум'яну скоринку. Ефект досягається, знову ж як правило, шляхом змазування продукту різними речовинами та сумішами речовин — сирим яйцем (або окремо жовтком або білком), маслом або сумішшю масла з яйцем, присипкою борошном тощо — в залежності від бажання надати той чи інший колір або блиск готової страви. Але це не обов'язково, наприклад, традиційний французький рецепт «картопля дофінуа» (gratin dauphinois) не вимагає посипання чим-небудь, а колерування відбувається протягом всієї теплової обробки.
Крім того, до колерування відноситься надання кольору деяким іншим стравам, наприклад введення барвників в желе.